# Distretto di Chengxi
Il distretto di Chengxi (城西区S, Chéngxī QūP) è un distretto della Cina, situato nella provincia di Qinghai e amministrato dalla prefettura di Xining.